# Filofei von Pskow

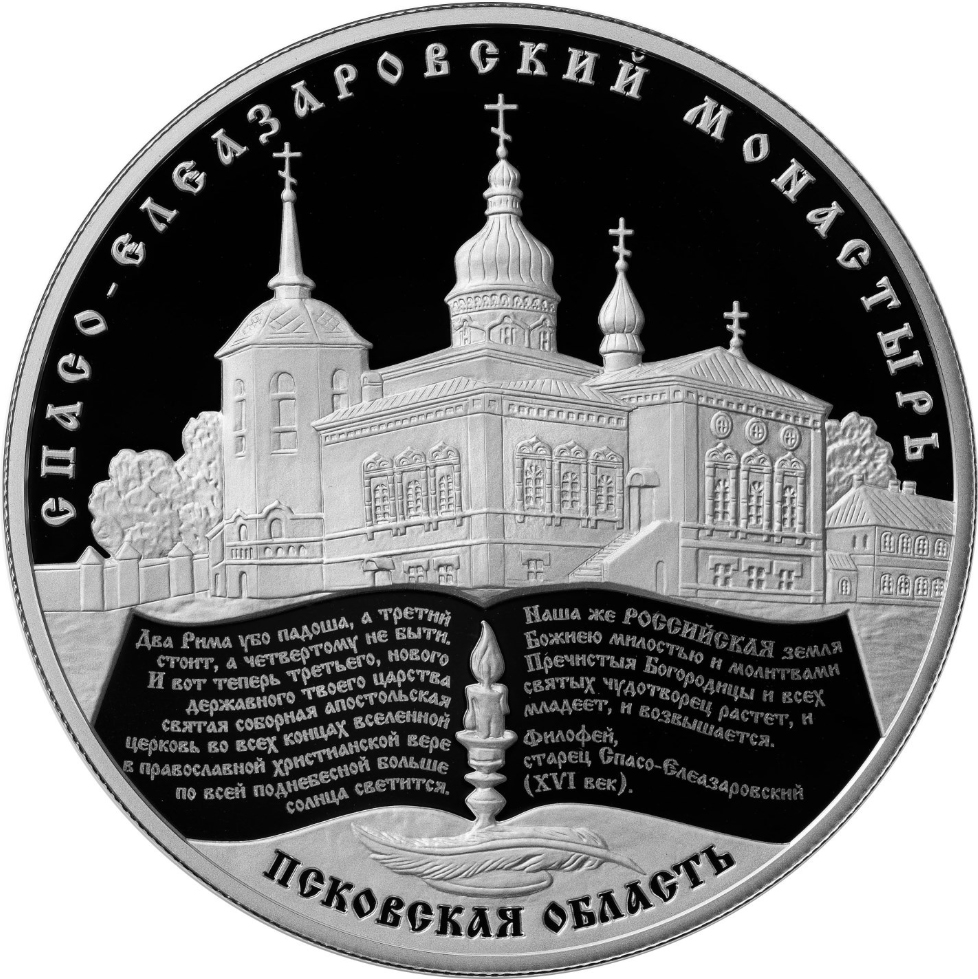
Russische Münze mit dem Jeleasar-Kloster zu Pskow und dem Text von Filofei (unten)

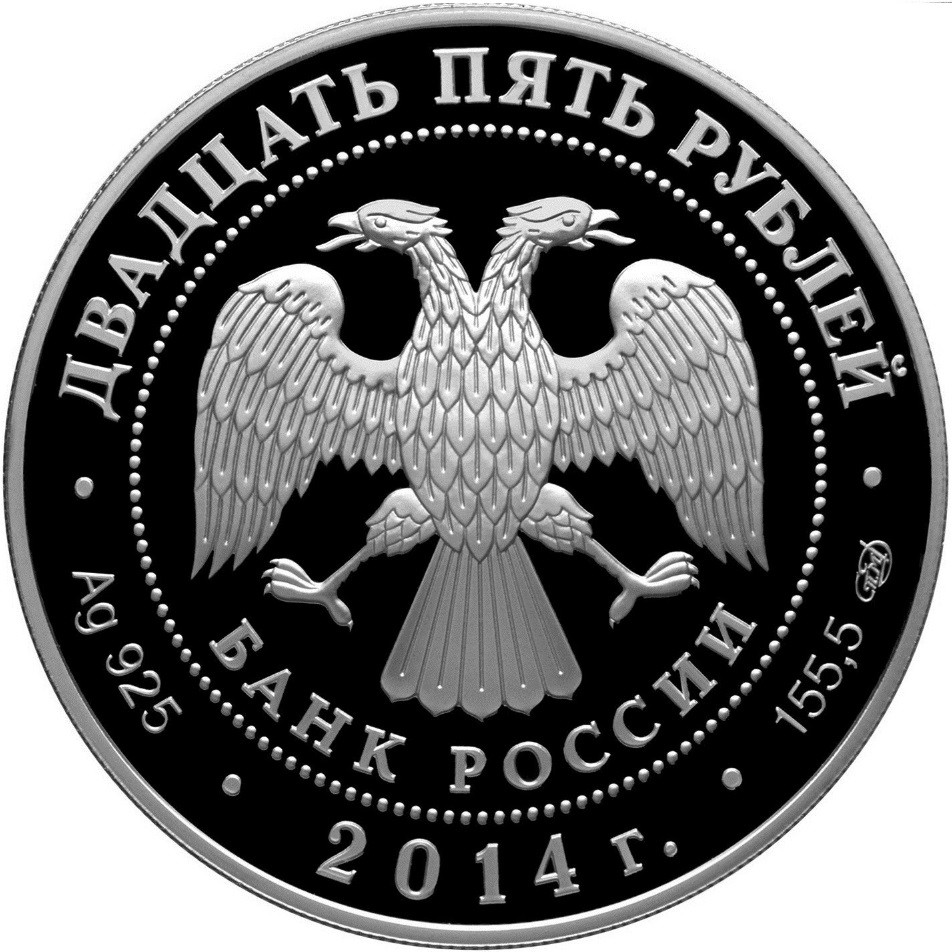
Vorderseite 5115-0095 (mit dem Doppeladler)

Filofei von Pskow (russisch Филофей Псковский / Filofei Pskowski, wiss. Transliteration Filofej Pskovskij; 1465–1542) bzw. Philotheus war ein russisch-orthodoxer Mönch, Theologe und Philosoph. Er ist am bekanntesten als angeblicher Verfasser eines Briefes an den moskowitischen Großfürsten Wassili III. (reg. 1505 bis 1533), in dem er die Idee des „Dritten Roms“ vortrug. Das Schreiben argumentiert, dass das Römische Reich das Erste Rom war, das Byzantinische Reich das Zweite Rom, und dass nun Russland das Dritte Rom sei. Sein Verfasser glaubte, dass Russland eine besondere Rolle in der Welt hätte und von Gott ausgewählt worden wäre, um das Christentum und die orthodoxe Tradition fortzuführen. Der Brief hatte einen großen Einfluss auf das Denken in Russland und trug dazu bei, die Idee des Dritten Rom zu einem wichtigen Teil der russischen nationalen Identität zu machen.

## Leben
Filofei wurde während der Regierungszeit von Iwan III. (reg. 1462 bis 1505) in Moskau geboren und wurde in jungen Jahren Mönch. Filofei ist vor allem für seine Rolle bei der Gestaltung der religiösen und philosophischen Weltanschauung von Zar Iwan IV. (1530–1584; Iwan der Schreckliche) bekannt, dem ersten Großfürsten von Moskau, der sich zum Zaren von Russland krönen ließ.
In seinen Briefen polemisierte Filofei gegen die astrologischen Vorhersagen von Nicolaus Bulow und lehnte die Astrologie generell ab ("diese Dinge kommen nicht von den Sternen"); Filofei war ein Befürworter der Idee von „Moskau als Drittes Rom“, die besagte, dass Moskau nach dem Untergang des Byzantinischen Reiches im Jahre 1453 der rechtmäßige Erbe von Rom und Konstantinopel sei. Er sah Moskau als Zentrum der orthodoxen christlichen Welt und glaubte, dass der russische Zar ein göttliches Mandat habe, den orthodoxen Glauben zu verteidigen und zu verbreiten. Filofei betonte auch die Bedeutung des Zaren als Herrscher und Beschützer des Volkes. Er hielt die Macht des Zaren für gottgegeben und glaubte, dass der Zar für das Wohlergehen und die Errettung seiner Untertanen verantwortlich wäre.
In dem berühmten Brief wurde dazu aufgefordert, gerecht zu regieren und seine Macht zum Wohle des Volkes einzusetzen. Die Ideen hatten einen tiefgreifenden Einfluss auf Iwan IV., der sich als Verfechter der Orthodoxie und Verteidiger russischer Interessen sah. Iwan übernahm viele der Ideen, darunter das Konzept von Moskau als Drittes Rom und die Bedeutung der Rolle des Zaren als Beschützer des Volkes. Iwans Herrschaft war jedoch von Gewalt und Brutalität geprägt, und sein Vermächtnis ist bis heute umstritten.

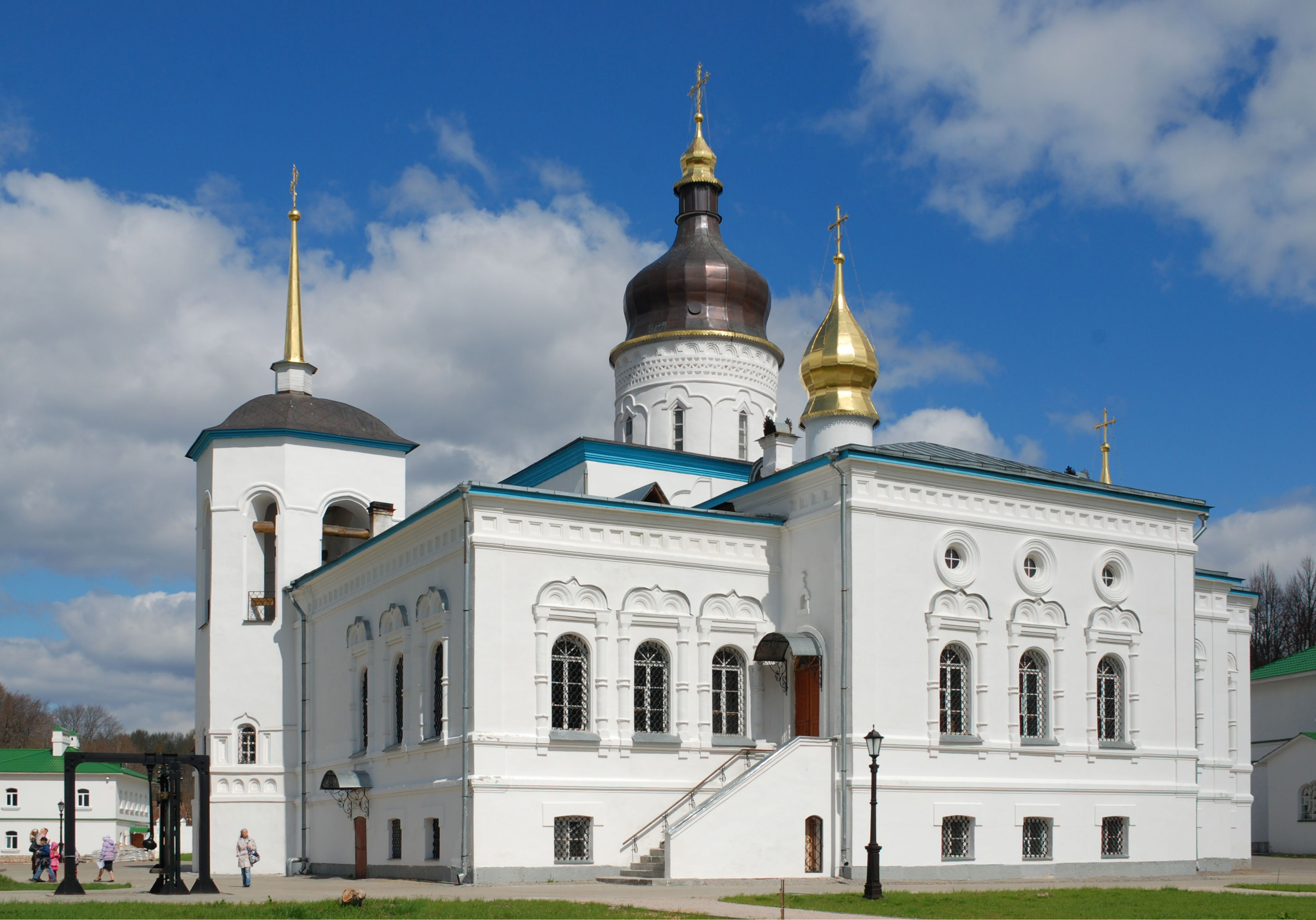
Jeleasar-Kloster im Rajon Pskow

Trotz der Kontroversen um sein Vermächtnis (in der Filofei-Pseudofilofei-Debatte) bleibt Filofei eine wichtige Figur in der russischen Geschichte, insbesondere wegen seiner Rolle bei der Gestaltung der religiösen und philosophischen Weltanschauung von Iwan IV. und des russischen Staates.
Filofei sah die Idee des Dritten Rom als eine Art eschatologisches Ziel und eine moralische Verpflichtung für die Russen an. Er glaubte, dass die Russen sich darauf konzentrieren sollten, ihre religiöse und kulturelle Identität zu bewahren und zu stärken, um ihre Rolle als Drittes Rom zu erfüllen.

## Münztext
Auf einer russischen Münze der Reihe Russische architektonische Denkmäler (russisch Памятники архитектуры России) von 2014 ist der Text des Briefes folgendermaßen wiedergegeben:

«Два Рима убо падоша, а третий стоит, а четвертому не быти. И вот теперь третьего, нового державного твоего царства святая соборная апостольская церковь во всех концах вселенной в православной христианской вере по всей поднебесной больше солнца светится. Наша же РОССИЙСКАЯ земля Божиею милостью и молитвами Пречистыя Богородицы и всех святых чудотворец растет, и младеет, и возвышается. Филофей, старец Спасо-Елеазаровский (XVI век)».

"Zwei Rome sind gefallen, das dritte aber steht, und ein viertes wird es nicht geben. Und nun leuchtet dein drittes, das neue souveräne Reich deiner heiligen konziliaren apostolischen Kirche an allen Enden des Universums im orthodoxen christlichen Glauben im gesamten himmlischen Reich heller als die Sonne. Unser RUSSISCHES Land wächst durch die göttliche Barmherzigkeit und das Gebet der reinsten Jungfrau und aller heiligen Wundertäter, wird jünger und steigt empor. Filofei, Starez von Spasso-Jeleasar (16. Jahrhundert)".

## Verschiedenes
Im August 2009 wurde berichtet, dass Archäologen in Pskow ein Grab entdeckt hatten, das angeblich das des Filofei sei.